# Verona Island
Verona Island és una població dels Estats Units a l'estat de Maine (EUA). Segons el cens del 2000 tenia 533 habitants.

## Demografia
Segons el cens del 2000, Verona Island tenia 533 habitants, 223 habitatges, i 161 famílies. La densitat de població era de 33 habitants/km².
Dels 223 habitatges en un 24,7% hi vivien nens de menys de 18 anys, en un 62,8% hi vivien parelles casades, en un 6,7% dones solteres, i en un 27,4% no eren unitats familiars. En el 21,5% dels habitatges hi vivien persones soles l'11,2% de les quals corresponia a persones de 65 anys o més que vivien soles. El nombre mitjà de persones vivint en cada habitatge era de 2,39 i el nombre mitjà de persones que vivien en cada família era de 2,78.
Per edats la població es repartia de la següent manera: un 19,5% tenia menys de 18 anys, un 6,8% entre 18 i 24, un 25,1% entre 25 i 44, un 30,6% de 45 a 60 i un 18% 65 anys o més.
L'edat mediana era de 44 anys. Per cada 100 dones de 18 o més anys hi havia 88,2 homes.
La renda mediana per habitatge era de 41.827 $ i la renda mediana per família de 47.778 $. Els homes tenien una renda mediana de 35.125 $ mentre que les dones 31.563 $. La renda per capita de la població era de 20.714 $. Entorn del 5,7% de les famílies i el 6,5% de la població estaven per davall del llindar de pobresa.